# Левашов, Николай Васильевич
Граф Николай Васильевич Левашов (1828—1888) — генерал от инфантерии, генерал-адъютант; орловский (1861—1866) и петербургский (1866—1871) губернатор.

## Биография
Родился 14 (26) ноября 1828 года. Происходил из рода Левашовых, сын генерал-лейтенанта (впоследствии председателя Государственного Совета и комитета Министров) графа Василия Васильевича Левашова (1783—1848) от брака с Евдокией Васильевной Пашковой (1796—1868), дочерью В. А. Пашкова.
Из камер-пажей был произведён в корнеты Кавалергардского Его Величества полка. В июне 1847 года назначен флигель-адъютантом к Его Императорскому Величеству, с отчислением от фронта в Свиту. В декабре 1851 года будучи в чине поручика граф опять был прикомандирован к Кавалергардскому полку, для изучения строевой службы, а в июле 1852 года с производством в ротмистры снова отчислен от фронта.
Во время крымской войны (1853—1856) в мае 1854 года по Высочайшему повелению был послан с особым поручением к генерал-фельдмаршалу князю Варшавскому в город Яссы, а оттуда к главнокомандующему Южной армией, находившемся тогда под Силистреем. 23 июня 1854 года граф Левашов находился при перестрелке под Журжей, и с известием об этом сражении курьером был отправлен в Санкт-Петербург. В сентябре того же года граф был командирован в Севастополь в распоряжение главнокомандующего военно-сухопутными и морскими силами в Крыму генерала-адъютанта князя Меншикова для устройства там госпиталей в Перекоп, Николаев, Одессу и Бендеры, для принятия мер к скорейшему снабжению армию порохом и для перевозки на подводах 10 и 11 пехотных дивизий в Севастополь. По исполнении этого поручения Левашов принял участие в Инкерманском сражении, и за отличие произведен в ротмистры, с оставлением в звании флигель-адъютанта.
По окончании крымской войны получил несколько командировок. Так в октябре 1856 года ему было поручено наблюдение за переформированием 8, 9, 10, 11, и 12 пехотных дивизий, а в июне 1857 года он командирован в распоряжение министра государственных имуществ, с которым он и отправился для объезда Восточной части России, ему было поручено провести ревизию казенной палаты государственных имуществ. В январе 1858 года был выбран депутатом от дворян Санкт-Петербургского уезда в комитет по улучшению быта помещичьих крестьян, и затем через год в январе 1859 года назначен командующим Лейб-Гвардейским Стрелковым батальоном Императорской фамилии, а в апреле того же года произведен в полковники. Спустя два года, в марте 1861 года был произведен в генерал-майоры на основании манифеста 18 февраля 1762 года с назначением в Свиту Его Величества.
В марте 1861 года назначен губернатором Орловской губернии. Время его правления на Орловщине оставило добрую память горожан. При нем в губернском Орле был построен водопровод и появился телеграф. Много времени и усилий уделял Левашов «улучшению пожарной команды», самолично присутствуя при тушении пожаров, а чтобы избежать таковых, следил за своевременным сносом ветхих, пожароопасных зданий. Место, где началось строительство водопровода — спуск к Оке был благоустроен и назван в честь губернатора Левашова Гора. Летом 1866 года орловчане в качестве благодарности Левашову за благоустройство города просили его принять звание Почетного гражданина и Почетного пожарного старосты Орла. Николай Васильевич дал своё согласие на присвоение этих званий, и вскоре последовало «императорское соизволение» же по данному поводу. Вскоре после этого последовал его перевод в Санкт-Петербург.
В июле 1866 года Левашов был назначен Санкт-Петербургским губернатором, а 30 августа того же года он был произведен в генерал-лейтенанты. 15 октября 1867 года назначен генерал-адъютантом к Его Императорскому Величеству. С 1866 по 1871 год был членом Попечительского совета заведений общественного призрения в Санкт-Петербурге.
17 мая 1871 года Левашов был уволен от должности губернатора и назначен товарищем шефа жандармов и главного начальника III отделения Собственной Его Императорского Величества канцелярии. В этой должности он состоял до 22 июля 1874 года, когда был уволен от неё с оставлением в звании генерал-адъютанта, по гвардейской пехоте и в списках 4-го лейб-гвардии стрелкового Императорской фамилии батальона, оставаясь в этом качестве на службе до конца жизни, причём 16 апреля 1878 года был произведён в генералы от инфантерии.

Скончался внезапно от паралича сердца 23 января (4 февраля) 1888 года. По словам А. А. Половцева, накануне вечером Левашов играл в вист с великим князем Михаилом Николаевичем, почувствовав себя нездоровым, в сопровождении домашнего доктора великого князя вернулся домой и в четвертом часу скончался:
Он был типом великосветского человека своей эпохи, всегда любезный,  вежливый, обходительный, он всегда и всюду был охотно приглашаем, не принося с собой ничего выходящего из ряду, но и ничего нарушающего приятное и веселое в обществе настроение. Он имел много приятелей в самых разных и даже противоположных слоях петербургского населения, хлопотал о городском хозяйстве, занимался фотографией, усердно посещал клуб и театр, внутренне сетуя, что не попал на высшие государственные должности, к чему, впрочем, он был совсем непригоден. Будучи орловским и петербургским губернатором, он прославился кое-какими произвольными выходками, которые упрочили за ним репутацию неделового человека и врага законности.
 Не слишком одобрительно отзывался о нём князь  П. В. Долгоруков: «личный друг П. А. Шувалова, граф Левашов, человек ума недального, совершенно бестактный, характера невыносимого, злой, раздражительный, вечно злобствующий».
Умер от органического порока и паралича сердца, похоронен в Духовской церкви Александро-Невской лавры. Левашов был холост и своё значительное состояние, которое несколько расстроил своими причудливыми распоряжениями, оставил брату Владимиру.

## Награды
- Орден Святой Анны 3-й степени (1851).
- Орден Святого Владимира 3-й степени (1861).
- Орден Святого Станислава 1-й степени (1863).
- Орден Святой Анны 1-й степени (1865).
- Орден Святого Владимира 2-й степени (1868).
- Орден Белого орла (1870).
- Орден Святого Александра Невского (30.08.1872, алмазные знаки этого ордена пожалованы 16.08.1874).